# 末哥
末哥（?—?），元睿宗拖雷的第九子。 
贵由死后，末哥与拔都等定议立蒙哥为汗。从蒙哥伐南宋，末哥别将一军，由洋州入米仓关，得到便宜行事的权力，速哥、李庭诸将都受他节制。 蒙哥在合州死后，忽必烈正在围攻鄂州，末哥密使来告蒙哥之死，请他北还。忽必烈班师至卫州，遣赵良弼到京兆府，访察秦蜀的人情向背。赵良弼报称末哥竭心翼戴，可以将六盘及东西川军事委任给他。忽必烈即位，推恩宗室，赐末哥银三千五百两。不久，末哥卒。子永宁王昌童。 

## 资料来源
- 《元史·宗室世系表》
- 《新元史》